# Diego Calcagno
Diego Calcagno (Ercolano, 24 maggio 1901 – Grottaferrata, 10 agosto 1979) è stato un poeta, giornalista, sceneggiatore e paroliere italiano.

## Biografia
Nacque a Resìna, l'attuale Ercolano, all'inizio del secolo, da Giuseppe e da Maria Concetta Tosti di Valminuta. Dandy malinconico, approdato giovanissimo alla Nuova Antologia, cominciò subito da poeta, attività cui tenne di più per tutta la vita, delicato, un po' gozzaniano, venato di un umorismo lieve. Tra le raccolte di poesie, pubblicò La pesca miracolosa, L'anima in camicia da notte, I canti di Capri, Bordate di capriccio. Scrisse anche un dramma Lo specchio.
Giornalista, collaborò negli anni trenta con diverse testate, di cronache quotidiane, di spettacolo e di letteratura (Il Mattino, Il Ballila, Il Messaggero); a Roma, nello stesso periodo, iniziò la sua collaborazione come sceneggiatore cinematografico per varie produzioni, partecipando saltuariamente anche come attore.
Fu anche critico di cinema, per la rivista Film, sino alla svolta della carriera, dopo una parentesi a Radio Bari (sotto lo pseudonimo Abele), con l'arrivo ai microfoni Rai di Roma nel 1946 come redattore e umorista radiofonico. Per la Rai allestì programmi di varietà, spesso in collaborazione con Dino Verde, Ugo Tristani, Mario Brancacci. Nel 1947 si sposò con l'attrice Giovanna Scotto. Autore di brillanti rubriche di costume su vari quotidiani (per molti anni tenne la rubrica Mosconi nella terza pagina del quotidiano Il Tempo con lo pseudonimo di Don Diego), nel 1956 ottenne una certa popolarità grazie a una delle sue molte canzoni, La vita è un paradiso di bugie, che si classificò terza al Festival di Sanremo 1956. Sempre al Festival di Sanremo, presentò altre tre canzoni: nel 1957 Le trote blu (decimo posto), interpretata dal Duo Fasano, Carla Boni, Gloria Christian, Natalino Otto e Poker di Voci; nel 1959 Avevamo la stessa età (settimo posto), interpretata da Natalino Otto e Aurelio Fierro; e nel 1963 Non costa niente (quarto posto), interpretata da Wilma De Angelis e Johnny Dorelli.
(Garinei e Giovannini, Il Musichiere, gennaio 1959.)

## Canzoni scritte da Diego Calcagno
(elenco parziale)
| Anno | Titolo                         | Autori del testo                   | Autori della musica | Interpreti                                                              |
| ---- | ------------------------------ | ---------------------------------- | ------------------- | ----------------------------------------------------------------------- |
| 1956 | La vita è un paradiso di bugie | Diego Calcagno                     | Nino Oliviero       | Luciana Gonzales                                                        |
| 1956 | Tale e quale                   | Diego Calcagno                     | Giuseppe Cioffi     | Nando Neri                                                              |
| 1956 | Tre cammelli                   | Diego Calcagno                     | Enzo Bonagura       | Duo Fasano                                                              |
| 1957 | Basta un poco di musica        | Diego Calcagno                     | Marino Marini       | Natalino Otto                                                           |
| 1957 | Ogni donna ha una stagione     | Diego Calcagno                     | Dino Olivieri       | Luciano Virgili                                                         |
| 1957 | Le trote blu                   | Diego Calcagno                     | Luigi Gelmini       | Duo Fasano, Carla Boni, Gloria Christian, Natalino Otto e Poker di Voci |
| 1958 | 'A grazia                      | Diego Calcagno                     | Marino Marini       | Marino Marini ed il suo quartetto                                       |
| 1958 | Se so' scetate l'angele        | Diego Calcagno                     | Marino Marini       | Marino Marini ed il suo quartetto                                       |
| 1959 | Avevamo la stessa età          | Diego Calcagno                     | Marino Marini       | Natalino Otto e Aurelio Fierro                                          |
| 1961 | Finestra accesa                | Diego Calcagno                     | Giovanni D'Anzi     | Luciano Virgili                                                         |
| 1963 | Non costa niente               | Diego Calcagno e Giorgio Calabrese | Eros Sciorilli      | Wilma De Angelis e Johnny Dorelli                                       |
| 1966 | Il moscone                     | Diego Calcagno                     | Lino Benedetto      | Evy Angeli                                                              |
| 1966 | Quando lo incontrerai          | Diego Calcagno                     | Lino Benedetto      | Evy Angeli                                                              |
| 1977 | In California                  | Diego Calcagno                     | Mascolo             | Fred Bongusto                                                           |

## Filmografia

### Sceneggiatore
- Squadriglia bianca, regia di Jon Sava (1942)
- Nessuno torna indietro, regia di Alessandro Blasetti (1943)
- Desiderio, regia di Roberto Rossellini e Marcello Pagliero (1946)
- Il corriere di ferro, regia di Francesco Zavatta (1946)
- Rondini in volo, regia di Luigi Capuano (1949)
- Altair, regia di Leonardo De Mitri (1955)

### Attore
- Mio figlio professore, regia di Renato Castellani (1946)
- Daniele Cortis, regia di Mario Soldati (1947)
- Il delitto di Giovanni Episcopo, regia di Alberto Lattuada (1947)
- L'onorevole Angelina, regia di Luigi Zampa (1947)

## Opere

### Poesia
- Bordate del capriccio, Napoli, Casella, 1928.
- Il veleno delle penombre, Napoli, Casella, 1930.
- Ponte dei sospiri, Modena, Guanda, 1937.
- Geografia sentimentale, Torino, Edizioni Radio Italiana, 1951.
- La pesca miracolosa, Torino, Edizioni Radio Italiana, 1963.

### Vari
- Tempo di valzer, Roma, Il Tempo, 1940.
- La scoperta di un paese : Putignano, Bari, Laterza, 1942.

## Varietà radiofonici Rai
- Giù la maschera di Puntoni, Ugo Tristani, Diego Calcagno, Mario Brancacci, regia di Nino Meloni, trasmessa il 16 febbraio 1950.
- Briscola di Dino Verde, Mario Brancacci, Diego Calcagno, Renzo Puntoni, Ugo Tristani, regia di Silvio Gigli, trasmesso nel 1950.
- Il contagocce, divagazioni di Diego Calcagno presentate da Giovanna Scotto, trasmesso nel 1957.
- Il settebello di Mario Brancacci, Diego Calcagno, trasmesso su Secondo Programma nel 1962.

## Curiosità
Calcagno fu per molto tempo capo dell'Ufficio Stampa della Federazione Fascista di Napoli, poi di quella di Roma. Il 27 luglio 1943, capo cronista al Messaggero, pubblicò un articolo intitolato Sorriso. In esso affermava che l'Italia, dopo la caduta del fascismo e solo allora, poteva incominciare a sorridere. Lo stesso giorno un signore avvicinò Calcagno mentre usciva dal giornale e gli chiese se fosse Diego Calcagno, l'autore dell'articolo Sorriso pubblicato sul Messaggero. Calcagno rispose affermativamente. Allora questi gli chiese se fosse lo stesso Calcagno che, qualche anno prima, capitanando una squadra di fascisti aveva devastato il suo studio. A questo punto gli sbatté il giornale che aveva in mano sul viso e lo schiaffeggiò. Dopo di che Calcagno fu arrestato, ma riuscì a fuggire e si recò a Bari dove collaborò con la radio gestita dagli Alleati.